# Николаевка (Иссинский район)
Николаевка — село в Иссинском районе Пензенской области, входит в состав Уваровского сельсовета.

## География
Расположено в 6 км на северо-восток от центра сельсовета села Уварово и в 11 км на юг от райцентра посёлка Исса.

## История
Основана помещиком при овраге Ногайском в первой половине 19 века. В 1911 г. – селение Иссинской волости Инсарского уезда, одна община, 225 дворов, церковь, в 3-х верстах имение Кавторина, 5 ветряных мельниц, шерсточесалка, кузница, 3 лавки. Перед отменой крепостного права д. Николаевка Софьи Михайловны Шуваловой, 389 душ мужского пола, деревня занимала 79 десятину, у крестьян 656 дес.  пашни и 146 дес. сенокоса, у помещицы 891 дес. удобной земли, 67 дес. леса и кустарника; вся помещичья земля сдавалась в оброк, крестьяне платили за нее 4,4 руб. с души в год. В 1896 г. – 182 двора, при селе 2 хутора Булычевой (2 строения, в одном 9 мужчин и 5 женщин, в другом, соответственно, 32 и 4). 
С 1928 года село входило в состав Уваровского сельсовета Иссинского района Пензенского округа Средне-Волжской области (с 1939 года — в составе Пензенской области). В 1939 г. – центральная усадьба колхоза «Правда» (организован в 1931 г.), 134 двора. В 1955 г. – в составе Уваровского сельсовета, центральная усадьба колхоза «Победа». В 1980-е гг. — в составе Николаевского сельсовета. С 2010 года — вновь в составе Уваровского сельсовета.

## Население
| 1864 | 1877 | 1897 | 1911  | 1926  | 1930  | 1939 |
| ---- | ---- | ---- | ----- | ----- | ----- | ---- |
| 854  | ↘631 | ↗963 | ↗1366 | ↗1422 | ↘1410 | ↘832 |
| 1959 | 1979 | 1989 | 1996  | 2002  | 2010  |      |
| ↘450 | ↘279 | ↘153 | →153  | ↗161  | ↘122  |      |